# Leichtathletik-Europameisterschaften 1982/100 m der Männer

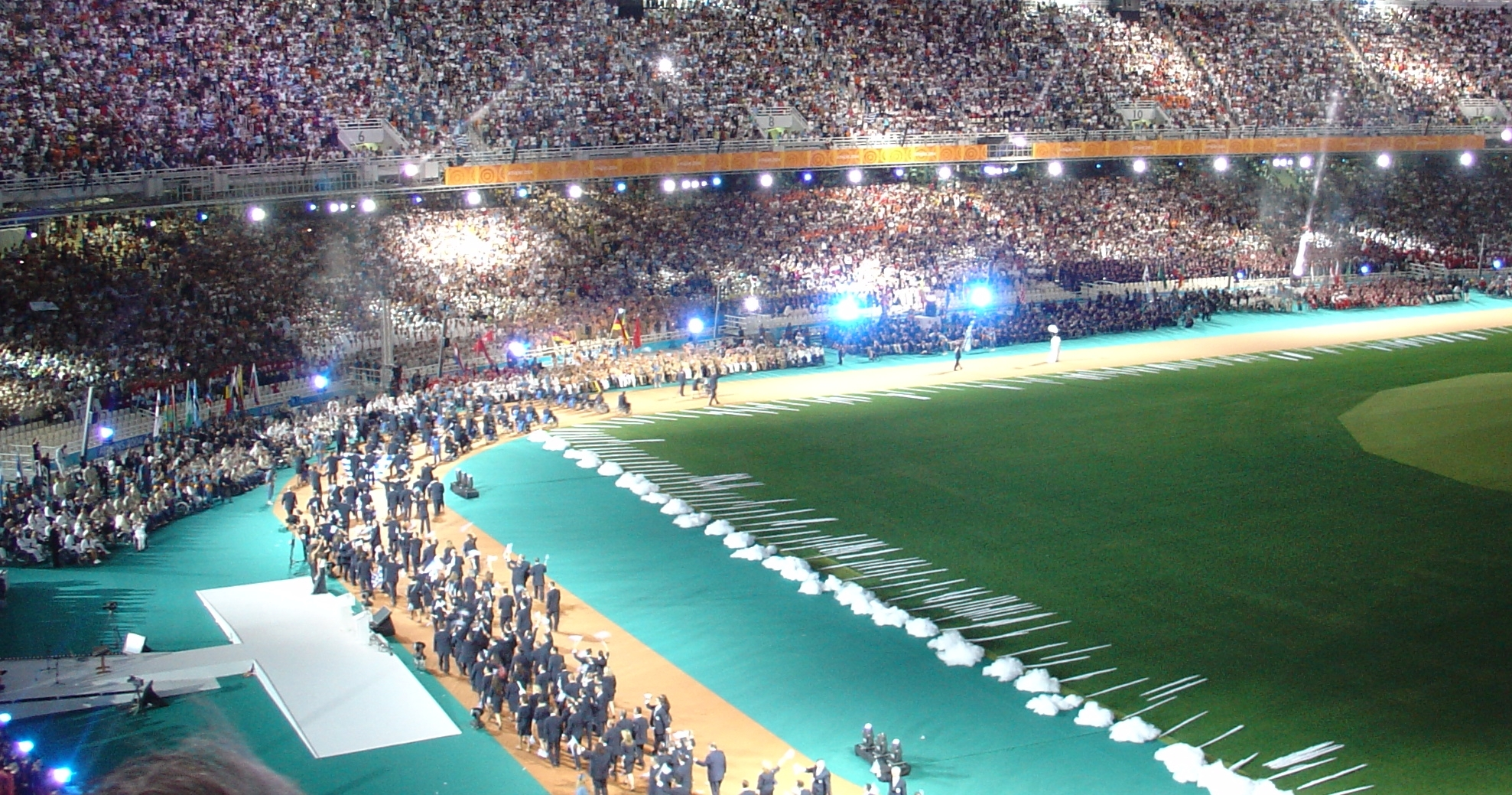
Das Athener Olympiastadion bei der Eröffnung der Paralympics 2004

Der 100-Meter-Lauf der Männer bei den Leichtathletik-Europameisterschaften 1982 wurde am 6. und 7. September 1982 im Olympiastadion von Athen ausgetragen.
Europameister wurde der DDR-Sprinter Frank Emmelmann. Er gewann vor dem Italiener Pierfrancesco Pavoni. Bronze ging an den Polen Marian Woronin.

## Bestehende Rekorde
| Weltrekord           | 09,95 s | Jim Hines     | OS Mexiko-Stadt, Mexiko   | 14. Oktober 1968  |
| Europarekord         | 10,01 s | Pietro Mennea | Mexiko-Stadt, Mexiko      | 4. September 1979 |
| Meisterschaftsrekord | 10,19 s | Pietro Mennea | EM Prag, Tschechoslowakei | 29. August 1978   |

Der bestehende EM-Rekord wurde bei diesen Europameisterschaften nicht erreicht. Die schnellste Zeit erzielte Europameister Frank Emmelmann aus der DDR im Finale mit 10,21 s bei einem Gegenwind von 0,8 m/s, womit er nur zwei Hundertstelsekunden über dem Rekord blieb. Zum Europarekord fehlten ihm zwanzig Hundertstelsekunden, zum Weltrekord 26 Hundertstelsekunden.

## Legende
Kurze Übersicht zur Bedeutung der Symbolik – so üblicherweise auch in sonstigen Veröffentlichungen verwendet:
| NU23R | Nationaler U23-Rekord |

## Vorrunde
6. September 1982
Die Vorrunde wurde in fünf Läufen durchgeführt. Die ersten drei Athleten pro Lauf – hellblau unterlegt – sowie der darüber hinaus zeitschnellste Läufer – hellgrün unterlegt – qualifizierten sich für das Halbfinale.

### Vorlauf 1
Wind: −0,9 m/s
| Platz | Name                 | Nation         | Zeit (s) |
| ----- | -------------------- | -------------- | -------- |
| 1     | Pierfrancesco Pavoni | Italien        | 10,45    |
| 2     | Bernard Petitbois    | Frankreich     | 10,55    |
| 3     | Wladimir Murawjow    | Sowjetunion    | 10,57    |
| 4     | Christian Zirkelbach | BR Deutschland | 10,59    |
| 5     | Krzysztof Zwoliński  | Polen          | 10,61    |

### Vorlauf 2
Wind: +0,5 m/s
| Platz | Name            | Nation         | Zeit (s) |
| ----- | --------------- | -------------- | -------- |
| 1     | Christian Haas  | BR Deutschland | 10,45    |
| 2     | Thomas Schröder | DDR            | 10,54    |
| 3     | Stefan Burkart  | Schweiz        | 10,59    |
| 4     | James Evans     | Großbritannien | 10,62    |

### Vorlauf 3
Wind: −0,9 m/s
| Platz | Name            | Nation         | Zeit (s) |
| ----- | --------------- | -------------- | -------- |
| 1     | Cameron Sharp   | Großbritannien | 10,28    |
| 2     | Nikolai Sidorow | Sowjetunion    | 10,38    |
| 3     | Olaf Prenzler   | DDR            | 10,40    |
| 4     | Kosmas Stratos  | Griechenland   | 10,45    |
| 5     | Petar Petrow    | Bulgarien      | 10,48    |
| 6     | Werner Bastians | BR Deutschland | 10,58    |
| 7     | István Tatár    | Ungarn         | 10,69    |

### Vorlauf 4

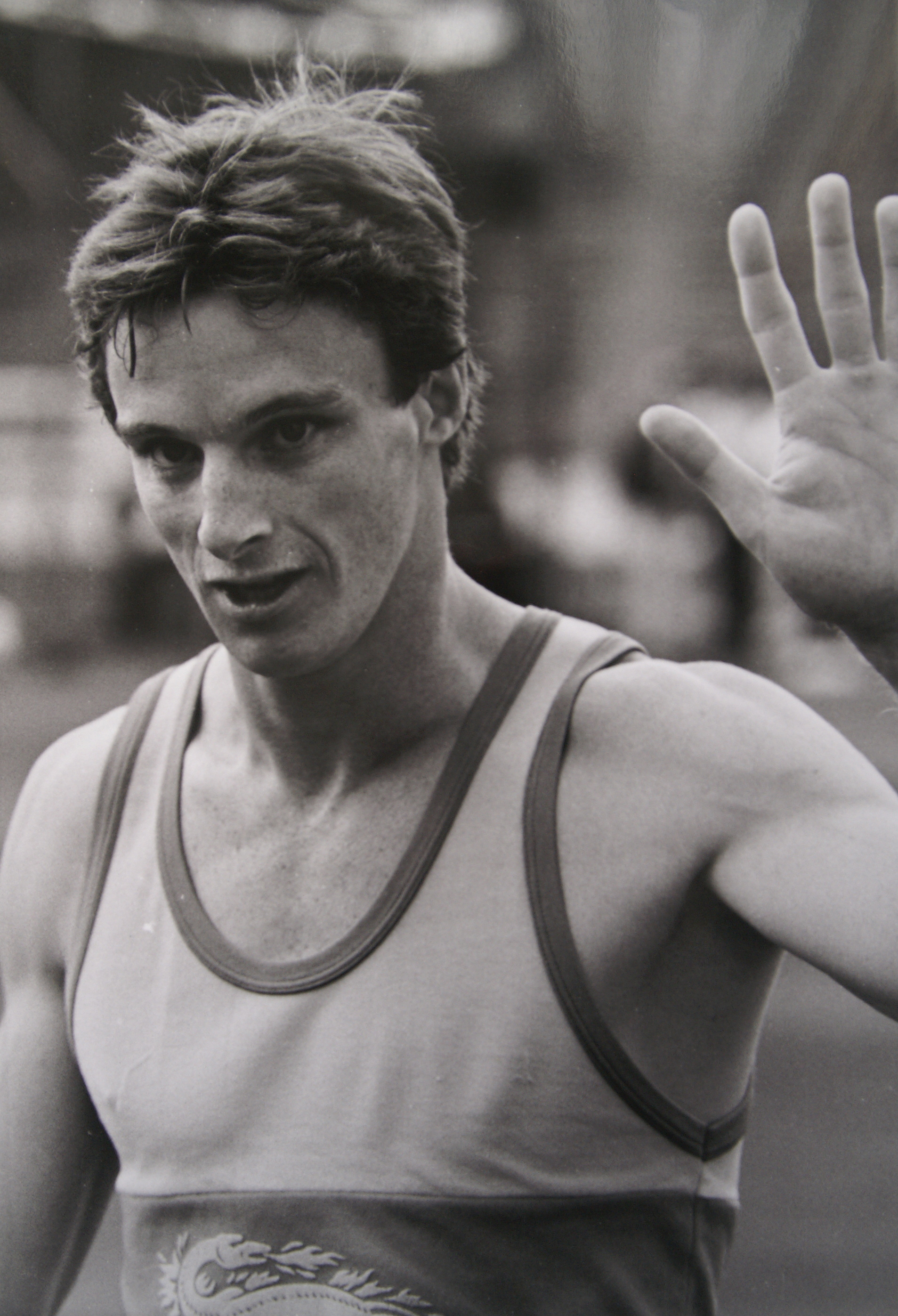
Antoine Richard verfehlte den Einzug ins Halbfinale im vierten Vorlauf um zwei Plätze

Wind: +0,3 m/s
| Platz | Name              | Nation     | Zeit (s) |
| ----- | ----------------- | ---------- | -------- |
| 1     | Frank Emmelmann   | DDR        | 10,30    |
| 2     | Arkadiusz Janiak  | Polen      | 10,55    |
| 3     | Iwailo Karanjotow | Bulgarien  | 10,61    |
| 4     | Attila Kovács     | Ungarn     | 10,64    |
| 5     | Antoine Richard   | Frankreich | 10,66    |
| 6     | Gianfranco Lazzer | Italien    | 10,73    |

### Vorlauf 5
Wind: +0,7 m/s
| Platz | Name                | Nation           | Zeit (s) |
| ----- | ------------------- | ---------------- | -------- |
| 1     | Marian Woronin      | Polen            | 10,20    |
| 2     | Giovanni Grazioli   | Italien          | 10,43    |
| 3     | Alexander Jewgenjew | Sowjetunion      | 10,44    |
| 4     | Stefan Nilsson      | Schweden         | 10,50    |
| 5     | Zdeněk Mazur        | Tschechoslowakei | 10,55    |
| 6     | Franco Fähndrich    | Schweiz          | 10,65    |

## Halbfinale
7. September 1982
In den beiden Halbfinalläufen qualifizierten sich die jeweils ersten vier Athleten – hellblau unterlegt – für das Finale.

### Lauf 1

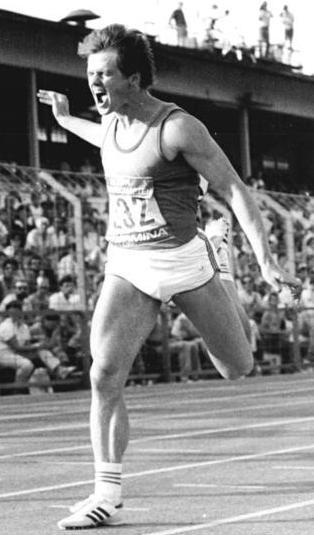
Thomas Schröder schied als Fünfter des zweiten Halbfinals aus

Wind: −2,9 m/s
| Platz | Name                 | Nation         | Zeit (s) |
| ----- | -------------------- | -------------- | -------- |
| 1     | Marian Woronin       | Polen          | 10,44    |
| 2     | Nikolai Sidorow      | Sowjetunion    | 10,44    |
| 3     | Olaf Prenzler        | DDR            | 10,48    |
| 4     | Pierfrancesco Pavoni | Italien        | 10,50    |
| 5     | Thomas Schröder      | DDR            | 10,58    |
| 6     | Christian Haas       | BR Deutschland | 10,58    |
| 7     | Iwailo Karanjotow    | Bulgarien      | 10,66    |
| 8     | Stefan Burkart       | Schweiz        | 10,77    |

### Lauf 2
Wind: +0,5 m/s
| Platz | Name                | Nation         | Zeit (s) |
| ----- | ------------------- | -------------- | -------- |
| 1     | Frank Emmelmann     | DDR            | 10,30    |
| 2     | Cameron Sharp       | Großbritannien | 10,32    |
| 3     | Bernard Petitbois   | Frankreich     | 10,49    |
| 4     | Kosmas Stratos      | Griechenland   | 10,50    |
| 5     | Wladimir Murawjow   | Sowjetunion    | 10,58    |
| 6     | Alexander Jewgenjew | Sowjetunion    | 10,59    |
| 7     | Giovanni Grazioli   | Italien        | 10,61    |
| 8     | Arkadiusz Janiak    | Polen          | 10,66    |

## Finale
7. September 1982
Wind: −0,8 m/s
| Platz | Name                 | Nation         | Zeit (s)    |
| ----- | -------------------- | -------------- | ----------- |
| 1     | Frank Emmelmann      | DDR            | 10,21       |
| 2     | Pierfrancesco Pavoni | Italien        | 10,25 NU23R |
| 3     | Marian Woronin       | Polen          | 10,28       |
| 4     | Cameron Sharp        | Großbritannien | 10,28       |
| 5     | Nikolai Sidorow      | Sowjetunion    | 10,32       |
| 6     | Olaf Prenzler        | DDR            | 10,35       |
| 7     | Bernard Petitbois    | Frankreich     | 10,50       |
| 8     | Kosmas Stratos       | Griechenland   | 10,56       |

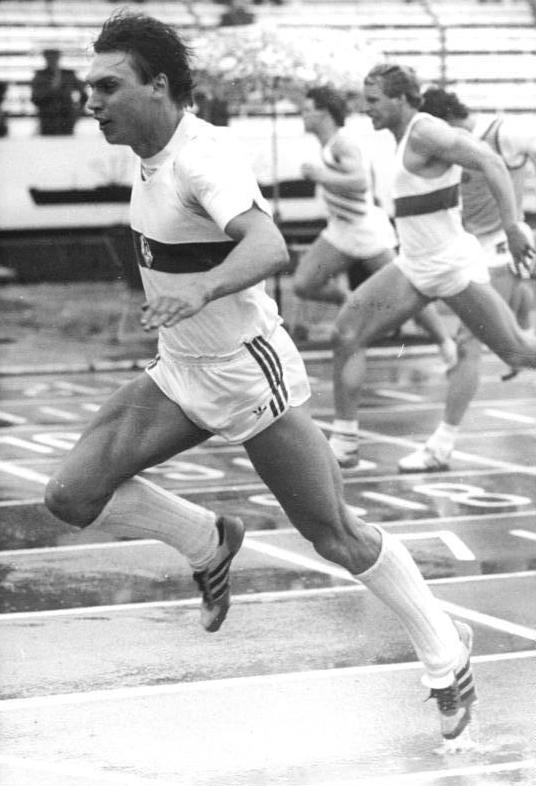
Europameister Frank Emmelmann (links) – er gewann hier außerdem Silber mit der 4-mal-100-Meter-Staffel der DDR und Bronze über 200 Meter

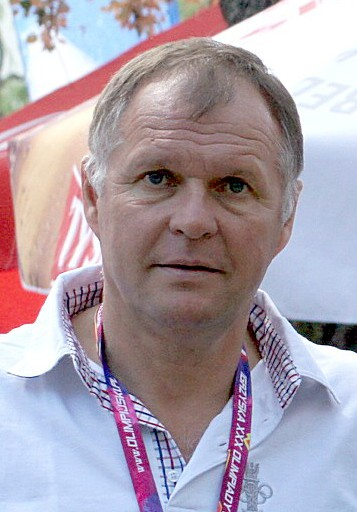
Bronzemedaillengewinner Marian Woronin – 1978 war er mit der polnischen Sprintstaffel Europameister
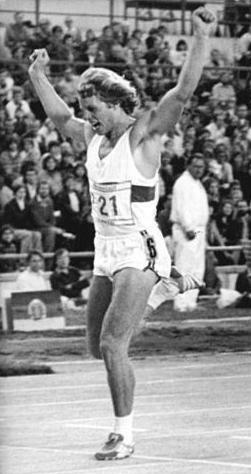
Olaf Prenzler belegte den sechsten Platz und wurde zwei Tage später Europameister über 200 Meter

## Video
- 1982 European Championships 100m men, www.youtube.com, abgerufen am 27. November 2022